# Triozoida silvestris
Triozoida silvestris är en insektsart som beskrevs av Leonard D. Tuthill 1959. Triozoida silvestris ingår i släktet Triozoida och familjen spetsbladloppor.
Artens utbredningsområde är Colombia. Inga underarter finns listade i Catalogue of Life.